# 実相院

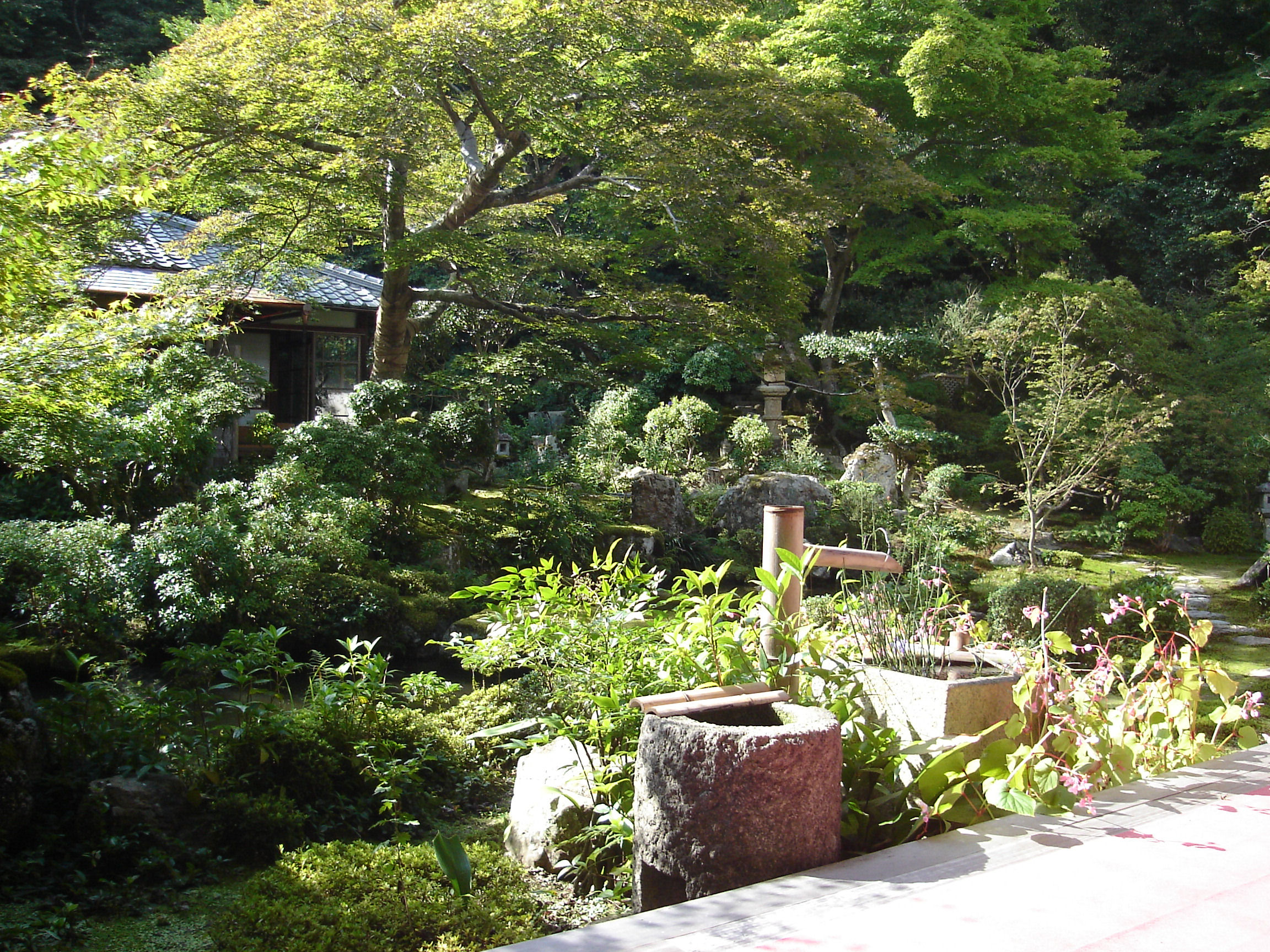
池泉回遊式の庭

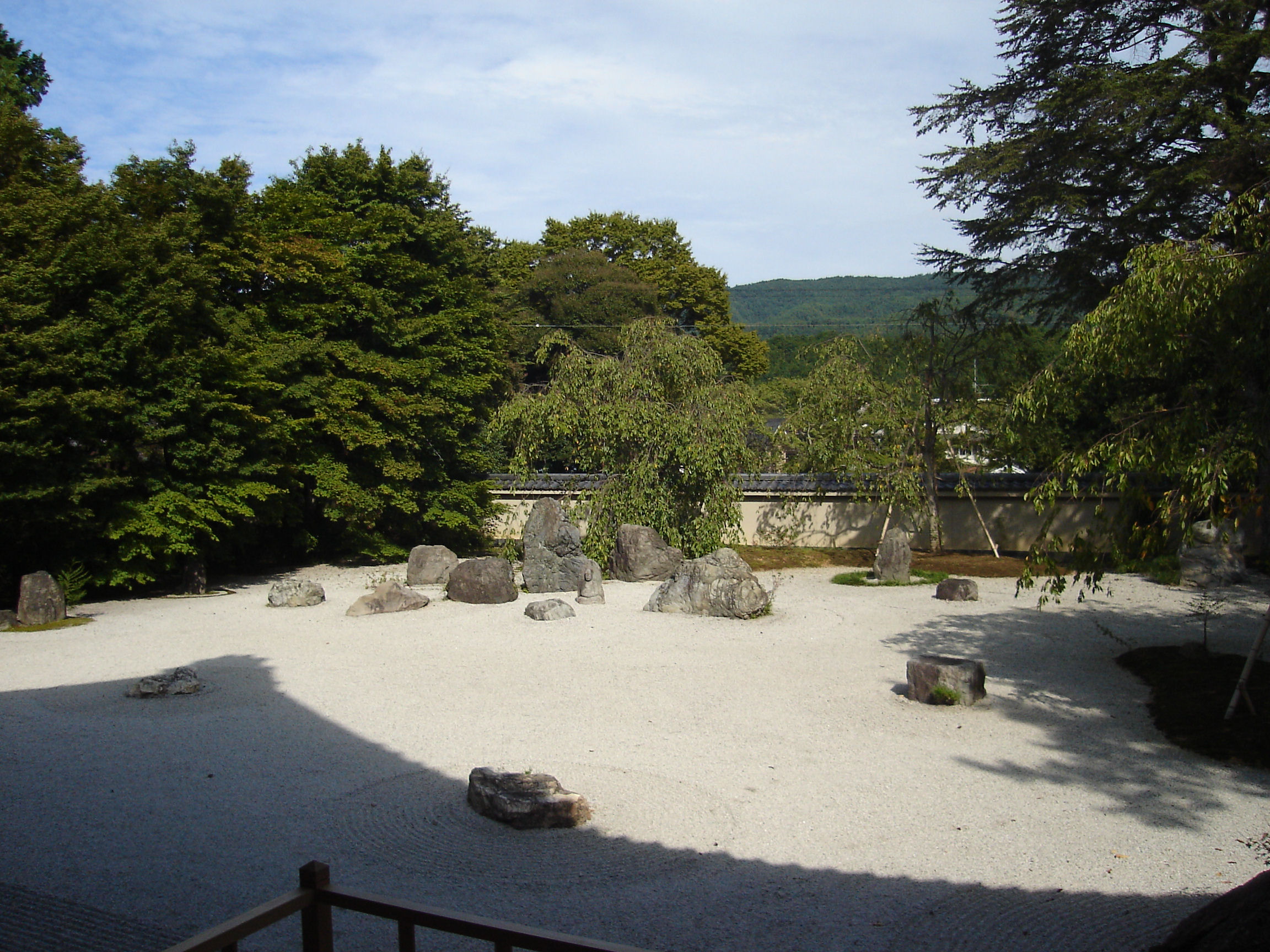
枯山水の庭

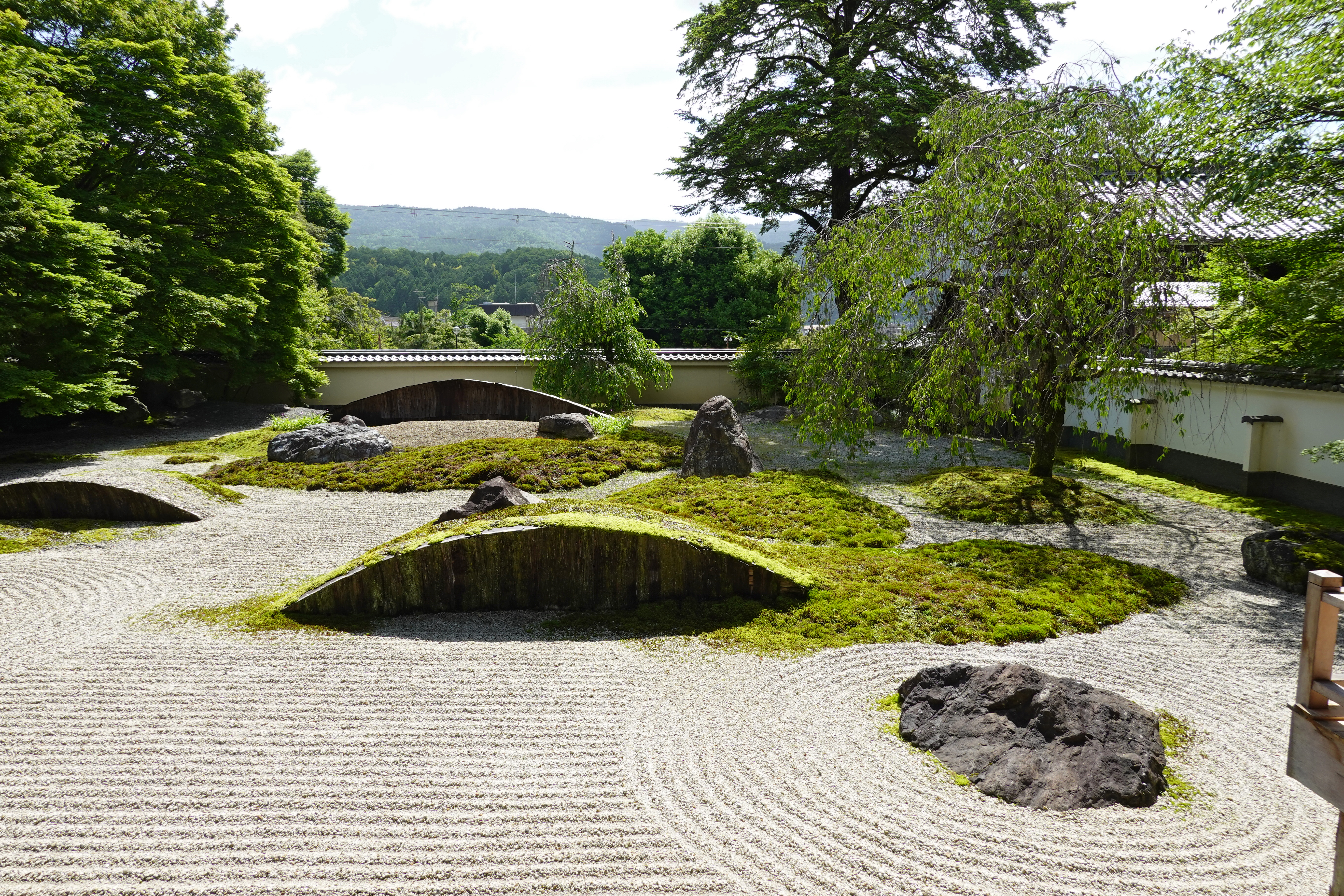
石庭

実相院（じっそういん）は、京都市左京区岩倉上蔵町にある天台宗系単立の寺院。山号は岩倉山。本尊は不動明王。開山は静基（じょうき）。門跡寺院の1つである。岩倉実相院門跡とも呼ばれる。かつては天台宗寺門派（天台寺門宗）三門跡の一つであった。

## 歴史
鎌倉時代の寛喜元年（1229年）、静基僧正により開基された。当初は現在の京都市北区紫野にあったが、上京区今出川小川（現・実相院町）に移転する。その後応仁の乱を逃れるため文明6年（1474年）、園城寺の別院・大雲寺に隣接する塔頭成金剛院の跡地である現在地に移転する。しかし室町時代末期までに多くの堂舎が戦火で焼失した。
江戸時代初期に室町幕府将軍であった足利義昭の子義尋と古市胤子との子である義尊が入寺し門主となっている。なお、弟の常尊は円満院門主であり、また母の胤子は義尋没後に後陽成天皇の後宮となって子をもうけ、後に聖護院門主道晃法親王となったので天台宗寺門派（天台寺門宗）三門跡はすべてこの兄弟が門主に就任し、統括している。
こういった関係で皇室との関係は深く、また江戸幕府将軍徳川家光より援助を受けて義尊は実相院を再建していった。
以後当院の代々の住職は皇室と繋がりのある人物が務めた。本堂は東山天皇の中宮、承秋門院の女院御所を移築したもので、四脚門・車寄せも御所より移築されたものである。
幕末には岩倉具視も一時ここに住んでおり、当時の密談の記録などが残されている。
明治時代になると古市胤子が北岩倉に創建した日蓮宗の證光寺を合併している。
1952年（昭和27年）、天台寺門宗から独立する。
庭園は池泉回遊式庭園と枯山水の石庭の2つがある。前者の池にはモリアオガエルが生息している。新緑や紅葉の季節には見所となっており、特に部屋の黒い床に木々が反射する光景は「床みどり」「床もみじ」と呼ばれ知られている。
老朽化が進み、主な建物は多数のつっかえ棒が施されてようやく倒壊を免れているのが現状であり、修理のための資金集めが課題となっている。

## 境内
- 客殿（本堂、国登録有形文化財） - 宝永5年（1708年）に建てられた東山天皇の中宮・承秋門院の女院御所を享保6年（1721年）に移築したもの。「滝の間」の床には黒漆が塗られており、そこに庭の紅葉が反射して映る「床みどり」や「床もみじ」、「雪化床」は有名である。
- 庭園「こころのお庭」 - 石庭。
- 山水庭園
- 玄関 - 宝永5年（1708年）に建てられた承秋門院の女院御所を享保6年（1721年）に移築したもの。
- 庫裏
- 書院
- 茶室
- 山門（国登録有形文化財） - 宝永5年（1708年）に建てられた承秋門院の女院御所を享保6年（1721年）に移築したもの。

## 文化財

### 重要文化財
- 仮名文字遣 - 後陽成天皇宸翰。

### 国登録有形文化財
- 四脚門
- 客殿

### 京都府指定有形文化財
- 実相院文書 3巻4冊182通 - 京都市歴史資料館保管。2015年（平成27年）3月31日に3巻4冊181通が指定、2017年（平成29年）3月31日に1通が追加指定[1]。

### その他
- 障壁画 - 京狩野4代目の狩野永敬によるもの。
- 寒山拾得の図 - 江戸時代末期の画家、岸駒（がんく）による石灯篭。中庭に設置されている。元は證光寺の所有。
- 実相院日記 - 歴代の住職らが綴った門外不出の日記。260年間に渡る歴史の記録として貴重なもの。

## 交通
- 京都バス 21・24・43系統「岩倉実相院」バス停下車すぐ。
- 叡山電鉄鞍馬線 岩倉駅下車徒歩20分。